# Юноша (герб)
Юноша (пол. Junosza, Junoszyc); также Агнец, Баран (пол. Agnus, Baran) — польский дворянский герб.

## Описание
В поле червлёном баран белый, обращённый вправо, стоит на мураве. На шлеме пять страусовых перьев.

## Герб используют
Бадинские (Badinski, Badynski), Бадзынские (Badzynski), Банцаревичи (Bancarewicz), Баняшевичи (Baniaszewicz), Банковские (Bankowski), Бараны (Baran), Баранцевичи (Barancewicz), Барановичи (Baranowicz), из Бондушова (z Baduszowa, Badusz), Бондзынские (Badzynski, Badzynski z Badzyna), Белинские (Belinski), Бенюшевичи (Beniuszewicz), графы и дворяне Белинские (Bielinski, Bilinski, Bielmski), Боян (Bojan), Бояновские (Bojanoski, Bojanowski), Боравские (Borawski), Борциковские (Borcikowski), Борковские (Borkowski), Боровские (Borowski), Боруковские (Borukowski), Борвичи (Borwitz, Borwicz), Бронишы (Bronisz), Букары (Bukar), Хабовские (Chabowski), Хондзенские (Chadzenski), Хондржевские (Chadrzewski, Chadzewski), Хохоровские (Chochorowski), Хоцишевские (Chociszewski), Ходецкие (Chodecki), Ходыкевичи (Chodykiewicz), Храпунские (Chrapunski), Хросцинские (Chroscinski), Хрусцинские (Chruscinski), Худзевские (Chudzewski), Цесельские (Ciesielski), Цеслицкие (Cieslicki), Цеслинские (Cieslinski), Цешинские (Cieszynski, Wolframm-Cieszynski), Чарноховские (Czarnochowski), Чехановские (Czechanowski), Чекановские (Czekanowski), Дадзибог (Dadzibog), Далецкие (Dalecki), Домбковские (Dabkowski), Домбровские (Dabrowski), Дерповские (Derpowski), Долецкие (Dolecki), Домины (Домнины)(Domin, Domnin)., Дорповские (Dorpowski), Древновские (Drewnoski, Drewnowski), Дружбичи (Druzbic, Druzbicz), Дубковские (Dubkowski), Галецкие (Galecki), Гиганские (Giganski), Глиницкие (Glinicki, Gliniecki), Годлевские (Godlewski), Гоголинские (Gogolinski), Голенские (Goleski), Горные (Gorny), Гослиновские (Goslinoski, Goslinowski), Гостковские (Gostkowski), Готш (Gotsch), Гроховские (Grochowski), Гульчевские (Gulczewski), Гуменцкие (Gumencki), Гзовские (Gzowski), Галецкие (Halecki), Германовские (Hermanowski), Горишевские (Horyszewski), Гумецкие (Humiecki), Гривицкие (Hryvickyi), Евхутичи (Jewchuticz)., Игнанские (Ignanski), Яничи (Janicz, Janisz), Янишевские (Janiszewski), Янковские (Jankowski), Яносицы (Janosic), Яворские (Jaworski), Юносицы (Junosic), Юноши (Junosza), графы Юноши-Борковские (Junosza-Borkowski), Каменевские (Kamienieski, Kamieniewski), Каменские (Kamienski), Карманские (Karmanski), Карнковские (Karnkowski), Карповичи (Karpowicz), Керножицкие, Керноские (Kiernoski), Киевские (Kijowski), Киселевские (Kisielewski), Киселинские (Kisielinski), Клинские (Klinski), Колушковские (Koluszkowski), Коло (Kolo, Kolon), Комарницкие (Komarnicki), Коминские (Kominski), Конинские (Koninski), Конюские (Koniuski), Конопацкие (Konopacki), Конопницкие (Konopnicki), Корманицкие (Kormanicki), Корзиковские, Косковские (Koskowski), Космачевские (Kosmaczewski), Ковалевские (Kowalewski), Ковеские (Kowieski), Козак (Kozak), Козиковские (Kozikowski), Крогулецкие (Krogulecki), графы и дворяне Кросновские (v. Krosnowski, v. Zalluska), Кровицкие (Krowicki), Крыские (Kryski), Кржечковские (Krzeczkowski), Кржепчовские (Krzepczowski), Кршиковские (Krzykowski), Курдвановские (Kurdwanowski), Курницкие (Kurnicki), Куржевские (Kurzewski), Кушелевичи (Kuszelewicz), Кушевские (Kuszewski), Кушковские (Kuszkowski), Кушицкие (Kuszycki), Лапицкие (Lapickie) Лелевские (Lelowski), Липецкие (Lipecki), Липицкие (Lipicki), Липницкие (Lipnicki), Лемпицкие (Lempicki, Lepicki), Лохоцкие (Lochocki), Лоевские (Lojewski), Луговские (Lugowski), Малицкие (Malicki), Малиничи (Malynicz), Мержинские (Mierzynski), Мешковские (Меншковские, Mieszkowski), Мендзоброцкие (Miedzobrocki), Мокржские (Mokrzski), Невские (Niewski), Ниовские (Nijowski, Niowski), Однодские (Odnodzki), Ойржановские (Ojrzanowski, Oyrzanoski, Oyrzanowski), Омецинские (Omiecinski), Опарские (Oparski), Оранские (Oranski), Орловские , Орловские (Orlowski), Орпишевские (Orpiszewski), Орвитовские (Orwitowski), Осинские (Osinski), Остасинские (Ostasinski), Остраковские (Ostrakowski), Остржаковские (Ostrzakowski), Остршеневские (Ostrzeniewski), Освенцинские (Oswiecinski), Ота (Otha Swiniarski, О. Wdowinski), Пелки (Pelka), Пясковские (Piaskowski), Песковские (Pieskowski), Пияновские (Pijanowski), Петровины (Пиотровины, Piotrowin), Петровские (Пиотровские, Piotrowski), Плавинские (Plawinski), Подольские (Podolski), Подоские (Podoski), Подовские (Podowski), Поликовские (Polikowski), Полховские (Polchowski), Понятовские (Poniatowski), Попковские (Popkowski), Потоцкие (Potoczki), Пржедоевские (Przedojowski), Пржендзовские (Przedzewski, Przedzowski), Пржеровницкие (Przerownicki), Пржеровские (Przerowski), Пржезвоцкие (Przezwocki), Пуцдровские (Pucdrowski), Пуликовские (Pulikowski), Пырские (Pyrski), Раханские (Rachanski), Рахоцкие (Rachocki), Радзентковские (Radziatkowski), Радзеёвские (Radziejowski), Раганские (Rahanski), Ратомские (Ratomski), Ратовские (Ratowski), Раутенберг (Rautenberg), Росцишевские (Rosciszewski, Rosiszewski, Rozciszewski), Росперские (Rosperski), Рубель (Rubel), Руновские (Runowski), Рженские (Rzenski), Ржешотарские (Rzeszotarski), Сабанские, Сапоровские (Saporowski), Сцибор (Scibor), Сегровские (Segrowski), Серговские (Sergowski), Семп (Sep), Скорошевские (Skoroszewski), Скорушевские (Skoruszewski), Сливинские (Sliwinski), Слушковские (Sluszkowski), Смлодовские (Smlodowski), Смогоржевские (Smogorzewski), Собанские (Sobanski), Старжинские (Starzynski), Стефановские (Stefanowski), Стемпковские (Stepkowski), Стемповские (Stepowski), Стоинские (Stoinski), Стопинские (Stopinski), Стрквинские (Strkwinski), Строзберг (Strozberg), Суходольские (Suchodolski), Сулержиские (Sulerzyski), Сыпинские (Sypinski), Шанявские (Szaniawski), Шарленские (Szarlenski), Шаржинские (Szarzynski), Шетинские (Szetynski), Шимановские (Szymanowski), Сливинские (Sliwinski), Сливницкие (Sliwnicki), Свинярские (Swiniarski), Свишульские (Swiszulski), Табачи (Tabacz), Табаши (Tabasz), Трояны (Trojan), Тржебинские (Trzebinski), Убневские (Ubniewski), Уменецкие (Umieniecki), Уменские (Umienski, Uminski), Вдовинские (Wdowinski), Венгржиновские (Wegrzynowski), Велецкие (Wielecki), Велицкие (Wielicki), Вержбинские (Wierzbinski), Винецкие (Winiecki), Витовские (Witowski), Войславы (Wojslaw, Woyslaw), Войславские (Wojslawski, Woyslawski), Вольские (Wolski), Всцислицкие (Wscislicki), Вырембовские (Wyrebowski), Высокинские (Wysokinski), Заковские (Zakowski), Залеские (Zaleski), Заливские (Zaliwski), графы и дворяне Залуские (Zaluski), Замойские (Zamojski, Zamoyski), Замосцкие (Zamoscki), Завадские (Zawadzki), Завиша (Zawisza), Завлоцкие (Zawlocki), Здродовские (Zdrodowski), Здроевские (Zdrojewski, Zdrojowski), Зеленецкие (Zieleniecki), Жаковские (Zakowski), Жемойтель (Zemojtel, Zomojtel), Жуковские (Zukowski).
Юноша изм.Евхутичи (Evchuticz), Степовские (Stepowski), Ушацкие (Uszacki).
Юноша 2Бояновичи (Bojanowicz), Галецкие (Galecki z Galki), Гладчинские (Gladczynski), Гостковские, Карманские (Karmanski), Ратовские (Ratowski), Ушанецкие (Uszaniecki).
Юноша 3Цихоцкие (Cichocki), Домбровские, Древновские, Киселевские, Клинские (Klinski, К. Rautenberg, Lehndorf), Подоские, Сливинские, Велецкие, Залуские (Zaluski).
Юноша 4Домбровские, Глинские (Glinski), Якубовичи (Jakubowicz), Кржиковские (Krzykowski z Krzykos), Павловские (Pawlowski).
Юноша 5Бояновские (Bojanowski), Борковские, Хоцишевские, Гуменицкие, Клинские, Петровские (Пиотровские, Piotrowski), Росцишевские, Ротовичи (Rotowicz), Ржешотарские, Шанявские.
Юноша 6Суходольские.